# مورت (چوار)
مورت، مرکز دهستان ارکوازی و روستایی از توابع بخش مرکزی شهرستان چوار در استان ایلام است.
دهستان مورت از پرجمعیت ترین روستاهای استان ایلام است و به لحاظ موقعیت ژئوپولتیکی در میان دو منبع اقتصادی ـ صنعتی پالایشگاه گاز ایلام و پتروشیمی ایلام قرار گرفته است و بلحاظ فنی و مهندسی دارای بافتی منظم و شهری است.

## نامگذاری
نام «مورت» برگرفته از گیاه مورد (Myrtus communis) است؛ گیاهی همیشه‌سبز و معطر که به‌طور پراکنده در حاشیه‌های اطراف روستا رشد می‌کند. این گیاه در زبان محلی نیز با نام «مورت» شناخته می‌شود و الهام‌بخش نام‌گذاری این روستا بوده‌است.

## زیرساخت و خدمات
روستای مورت با برخورداری از زیرساخت‌های مناسب، از جمله آموزش، بهداشت و خدمات عمومی، یکی از روستاهای توسعه‌یافته‌ی استان به‌شمار می‌رود. در این روستا چهار واحد آموزشی فعال وجود دارد که شامل دبستان دخترانه و پسرانه، دبیرستان پسرانه در مقطع متوسطهٔ اول، و دبیرستان دخترانه در هر دو مقطع متوسطهٔ اول و دوم می‌شود.
خانهٔ بهداشت روستا با دو نیروی فعال در شش روز هفته، خدمات اولیهٔ بهداشتی و درمانی به اهالی ارائه می‌دهد. همچنین این روستا در سال ۱۳۹۲ به شبکهٔ گاز شهری متصل شد و در سال ۱۴۰۳ نیز به اینترنت پرسرعت نسل چهارم (4G)  دست یافت. مورت به شبکه‌های آب و برق سراسری نیز متصل است.
روستای مورت در فاصلهٔ حدود ۱۵ کیلومتری از شهر ایلام، مرکز استان، واقع شده‌است و از طریق جادهٔ آسفالته به آن متصل می‌باشد.

## افراد سرشناس
علی هاشمی وزنه‌بردار ایرانی و قهرمان جهان، زاده و اهل روستای مورت است. او در مسابقات قهرمانی جهان ۲۰۱۷ در آناهایم آمریکا  و همچنین در رقابت‌های قهرمانی جهان ۲۰۱۸ در عشق‌آباد ترکمنستان، موفق به کسب مدال طلا شد.

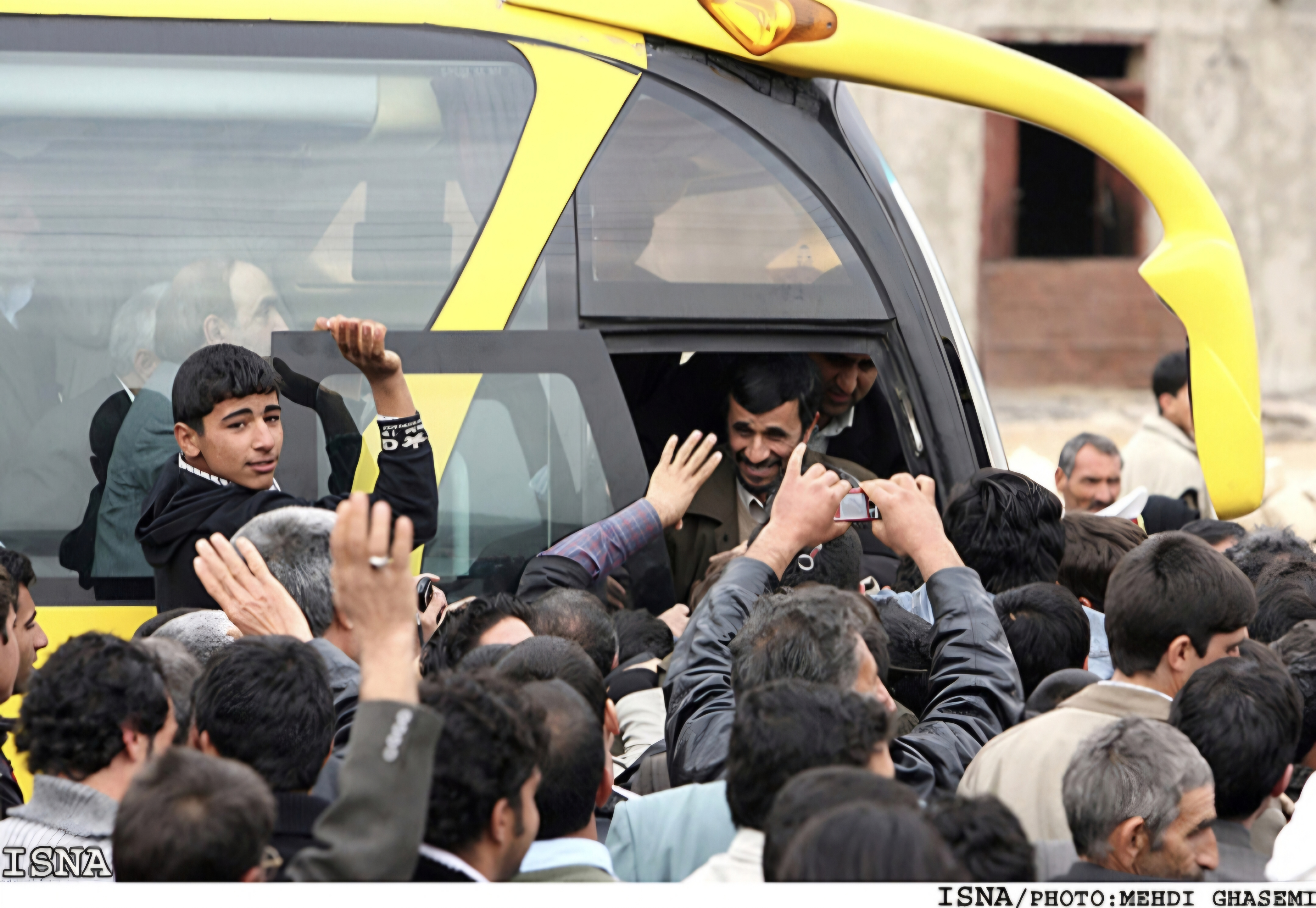
علی هاشمی نوجوان (چپ) در دیدار محمود احمدی‌نژاد با مردم روستای مورت.

## مدیریت محلی
دهیار فعلی روستای مورت، حدیث میری است که مسئولیت اداره امور اجرایی و عمرانی روستا را بر عهده دارد.

### شورای اسلامی روستا
| نام عضو    | سمت       |
| ---------- | --------- |
| مسعود میری | رئیس شورا |
| علی رستمی  | عضو شورا  |
| عباس رضایی | عضو شورا  |

## جمعیت
این روستا در دهستان ارکوازی قرار دارد و براساس سرشماری عمومی نفوس و مسکن سال ۱۳۹۵، جمعیت آن ۱٬۰۸۸ نفر (۲۸۴ خانوار) بوده‌است.